# 石碇服務區
石碇服務區是台灣的一座高速公路服務區，位於新北市石碇區楓子林，是蔣渭水高速公路自南港系統交流道（起點）以來的第一個服務區，里程為4公里，必須透過石碇交流道接文山路往深坑方向行駛，才能進入。

## 簡介
此服務區是蔣渭水高速公路沿線第一個營運的服務區，也是台灣第一個沒有設專用匝道與國道銜接、需從交流道離開國道才能前往的服務區，經營商為全家便利商店股份有限公司，服務區內有全家便利商店石碇國道店、熟食區。服務區旁有打造歐式和日式風格的景觀公園。

## 加油/充電站
石碇服務區本身並未附設加油站，但可透過市道106乙線前往下列鄰近的加油站：
- 台灣中油石碇站：文山路一段8號
- 台灣中油建德站：文山路一段9號

2024年8月，電動車充電站啟用，設有CCS1與CCS2兩種充電插頭規格。

## 對外交通
由於本服務區坐落在一般道路上，因此除了從石碇交流道進出以外，非使用高速公路的民眾亦可經由市道106乙線（文山路一段）抵達石碇服務區。而服務區也劃有機踏車停車格供自行車與摩托車停放。

### 大眾運輸
- 923、葛瑪蘭客運1915至「楓子林路口」站下車後再步行5分鐘。
- 660、660（區）、795、666、912、949至「八分寮」站下車後再走楓子林路接文山路一段，約10分鐘即可到達。

## 周邊規劃
新北市政府捷運工程局所規劃的深坑輕軌其終點站與停放列車的石碇機廠就設立於附近，未來將成為大臺北地區民眾搭乘捷運轉乘客運至宜蘭縣的轉運站。

## 歷年營運廠商
- 大西洋飲料股份有限公司：2006年1月1日至2017年8月31日
- 全家便利商店股份有限公司：2017年9月1日至2023年8月31日
- 全家便利商店股份有限公司：2023年9月1日至2025年8月31日

## 營業額
以下為石碇服務區自2006年以來之年營業額，其中2006年與2007年之年營業額未含營業稅：
|  | 由于已知的技术原因，图表暂时不可用。带来不便，我们深表歉意。 |

|  | 由于已知的技术原因，图表暂时不可用。带来不便，我们深表歉意。 |

## 外部連結
- 交通部臺灣區國道高速公路局北區工程處石碇服務區 （页面存档备份，存于）
- 國道5號 石碇服務區 即時影像 - 高速公路資訊網
- 石碇服務區-全家商場的Facebook專頁